# Gare de Fukusaki
La gare de Fukusaki (福崎駅, Fukusaki-eki) est une gare ferroviaire localisée dans la ville de Fukusaki, dans la préfecture de Hyōgo au Japon. La gare est exploitée par la compagnie JR West, sur la ligne Bantan.

## Service des voyageurs

### Desserte
La gare de Fukusaki est une gare disposant de deux quais et de trois voies.

- Seul une partie des trains s'arrête en voie 3

| N° de voie | Ligne    | Direction        |
| ---------- | -------- | ---------------- |
| 1          | ▆ Bantan | Himeji           |
| 2・3       | ▆ Bantan | Teramae/Wadayama |

| JR West          |              |              |              |                    |
| Direction Himeji | Ligne Bantan | Ligne Bantan | Ligne Bantan | Direction Wadayama |
| Mizoguchi        |              | Local 普通   |              | Amaji              |

- Le Limited Express Hamakaze s'arrête à cette gare

| Limited Express |  |          |  |         |
| Himeji          |  | Hamakaze |  | Teramae |